# Leiendecker Bloas
Leiendecker Bloas est un groupe de musique allemand fondé à Trèves en 1986. Ils chantent dans le dialecte de cette même ville, qui est une variété du francique mosellan.

## Membres
- Helmut Leiendecker (membre principal)
- Peter May
- Karl Schulz
- Äbbi Simons
- Wolfgang Thiel
- Thomas Zehren
- Helmut Engelhardt

### Anciens membres
- Werner „Tilly“ Klahr
- Christian Wendt
- Joachim Rother (mort en 2007)
- Martin Herrmann
- Manfred Schömer
- Albert Niesen
- Anton „Toni“ Schneider

## Discographie
- Sauwer (1992)
- Quant (1994)
- Es Faosenaocht (1995)
- Biwaksjongen (1998)
- Gammer (1998)
- Probber Probber (2003)
- Die Saat geht auf (2004)
- Für uns geddet nur Eintracht Trier (2005)
- Hei senn eich (2011)
- Gaddeng! (2013)
- Weihnachtsmaort en Trier (2014)

### DVD live
- Live in Bernkastel (2014)

## Récompenses
- Otto- und Elsbeth-Schwab-Preis der Stadt Trier, 1993
- Franz-Weißebach-Preis 2006
- Trierer Weihnachtscircus-Award 2012